# Establo Oguruma

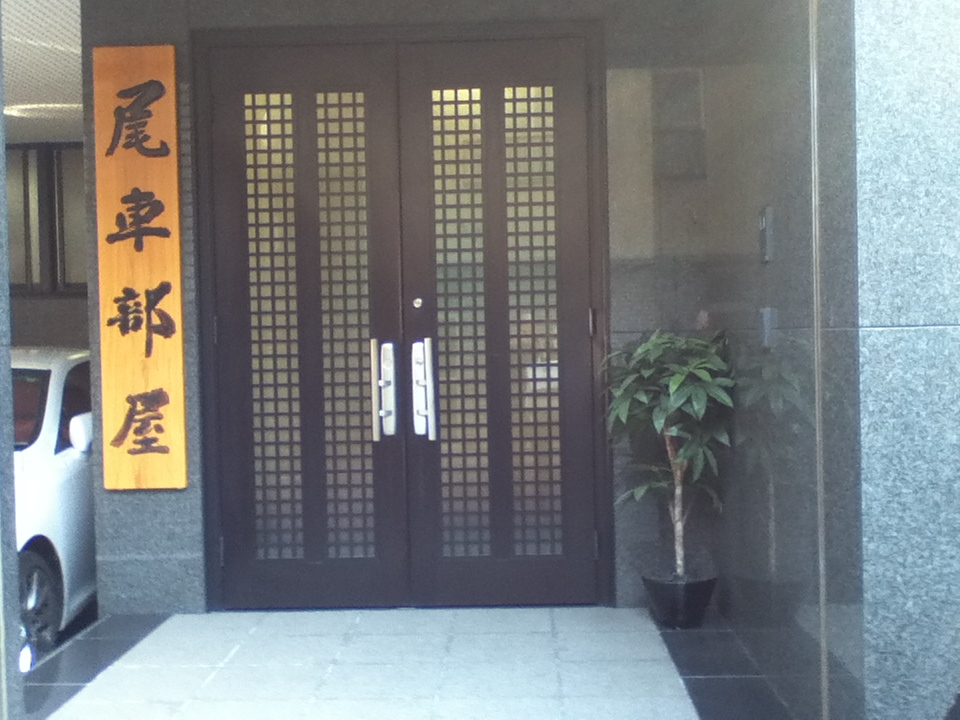
Entrada principal del difunto Establo Oguruma

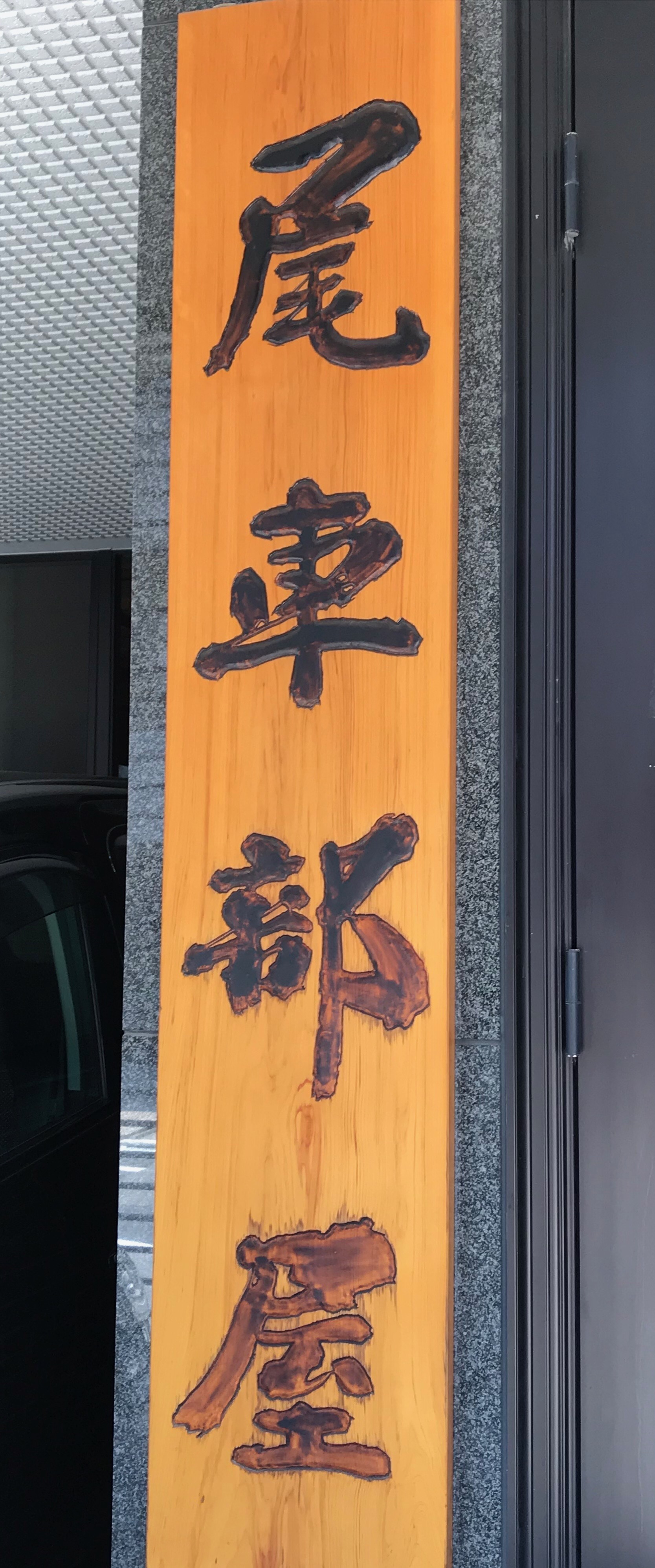
Placa de madera con el nombre del Establo Oguruma

El Establo Oguruma (尾車部屋, Oguruma-beya) fue un establo de entrenamiento de sumo profesional. El establecimiento formó parte del ichimon Nishonoseki. Su última generación fue fundada en marzo de 1987 por el ex ōzeki Kotokaze tras independizarse del establo Sadogatake, y estuvo activo hasta que cerró en febrero de 2022. El primer luchador del establo en alcanzar el estatus de sekitori fue Tomokaze en julio de 2000. Inicialmente, el establo mantuvo una política de no aceptar reclutas universitarios o extranjeros, sin embargo, esto fue eliminado cuando el luchador Takekaze, el cual era egresado de la Universidad de Chūō, solicitó personalmente su incorporación al establo en 2002. El primer luchador extranjero en ser aceptado por el establo fue el mongol Hoshikaze, el cual se incorporó el mismo año, alcanzando eventualmente alcanzó la división jūryō, sin embargo, este luego fue expulsado del sumo tras un escándalo de arreglos de combates acaecido en 2011. El establo absorbió al antiguo establo Oshiogawa en 2005 debido al inminente retiro del anterior maestro Oshiogawa, transfiriendo a todos sus luchadores incluyendo a Wakakirin y Wakatoba. Para enero de 2022, el establo poseía un total de 14 luchadores. El establo produjo siete luchadores dentro de la división makuuchi, Takekaze, Yoshikaze, Wakakirin, Kimikaze, Amakaze, Yago y Tomokaze.
El 25 de diciembre de 2021, Kotokaze anunció que el establo Oguruma cerraría tras el torneo de sumo de enero de 2022. El cierre se llevó a cabo oficialmente el 7 de febrero de 2022, y todo el personal del establo fue repartido entre el nuevo establo Oshiogawa, liderado por Takekaze, y el establo Nishonoseki, con Yoshikaze permaneciendo en este último como entrenador asistente.

## Nombres de ring
Casi todos los luchadores de este establo solían adoptar nombres de ring o shikona con el sufijo "-kaze" (風), significando viento o brisa, y extraído del nombre del maestro y dueño del establo, el ex ōzeki Kotokaze.

## Dueños
- 1987–2022: El octavo (8°) Oguruma (riji, ex ōzeki Kotokaze)

## Exluchadores destacados
- Takekaze (ex sekiwake)
- Yoshikaze (ex sekiwake)
- Kimikaze (ex maegashira)

## Entrenadores
- Nakamura Masatsugu (toshiyori, ex sekiwake Yoshikaze)
- Oshiogawa Akira (toshiyori, ex sekiwake Takekaze)

## Asistentes
- Nishikikaze (sewanin, ex makushita, de nombre real: Yasuyuki Adachi)

## Yobidashi
- Rokurō (jūryō yobidashi, de nombre real: Kenzō Araki)

## Tokoyama
- Tokogō (tokoyama de primera clase)

## Ubicación y acceso
Kiyosumi 2-15-5, barrio especial de Edogawa, Tokio. A 3 minutos caminando desde la Estación Kiyosumi-Shirakawa (Línea Toei Ōedo y Línea Hanzōmon)